# 三好池
三好池（みよしいけ）は、愛知県みよし市三好町にあるため池である。総貯水容量223万5000立方メートル、有効貯水容量220万立方メートル。2010年（平成22年）3月25日に農林水産省のため池百選に選定された。

## 歴史
造成前のこの場所には、曲り池、新池、中池、下池など多くのため池があった。三好池は曲り池を核として、1957年（昭和32年）11月に着工し、1959年（昭和34年）1月に竣工した。その後、1981年（昭和56年）5月に副堤防、取水施設、余水吐の改修が完成し、211haの水田の灌漑や工業用水に使用されている。
総工費は2億8,000万円。愛知用水やこの三好池ができたことにより、みよし市は農業も発展し、多くの企業の工場誘致をすることが可能となった。

## カヌー競技
湖畔は三好公園となっている。2008年（平成20年）には「美しい愛知づくり景観資源600選」に選ばれた。

### 三好池カヌー競技場
三好池にはカヌー競技場があり、国内外の大会が開催されている。みよし市立北中学校、みよし市立南中学校、みよし市立三好中学校の3つの中学校にカヌー部があり、練習には三好池を利用している。愛知県立三好高等学校のカヌー部や、クラブチームの三好カヌークラブも練習に三好池を利用している。
みよし市の中学生は全国中学生カヌー大会で毎年多数優勝、入賞をしている。高校生もインターハイ、国民体育大会で毎年多くの優勝、入賞をしている。三好カヌークラブからは毎年日本代表として世界大会にも出場を果たしている。

### 競技会の主な日程
毎年多数の大会が開催されている。
4月
- スプリングスプリント競技大会（全国大会：シニアの部、ジュニアの部（中学3年生〜高校3年））
  - 毎年、300人の選手が日本全国から集まる。

5月
- 第1回記録会（中学生、高校生全国大会派遣選考会）
- 愛知県高等学校総合体育大会カヌー競技（インターハイ予選）

6月
- 第2回記録会（中学生、高校生全国大会派遣選考会）
- 東海高等学校総合体育大会カヌー競技

7月
- みよし市市民カヌー大会
- みよし市中学生対抗カヌー大会
- 愛知県中学校カヌー大会
- 国民体育大会東海ブロック大会

8月
- Eボート交流会

9月
- みよし市中学生カヌー大会新人戦
- 愛知県高等学校カヌー選手権大会

10月
- 愛知県中学生カヌー大会新人戦
- 愛知県高等学校体育大会新人戦カヌー競技

過去
- 1993年（平成5年） - 日本カヌーレーシングジュニア選手権大会開催。
- 1994年（平成6年） - '94三好カップ国際レディースカヌー競技大会開催。わかしゃち国体カヌーレーシング競技開催。
- 全国中学生カヌー大会も何度も開催されている。

### カヌー競技会のコース
500mの9レーン。
25mごとにブイが浮いている。
レーン間隔は9m。
日本カヌー連盟の公認コースである。
自動発艇装置は2023/07月現在装備されていない
審判、救助用モーターボートも完備されている。

### 三好池カヌーセンター
カヌーの艇庫となる施設。
競技用カヌーは日本最大級の艇数がある。
ウエイトトレーニング設備、カヌートレーニングマシーンエルゴ設備がある。
カヌーを乗り降りするための桟橋も完備している
池の周囲は4.5kmのトリムコースとなっており、地域の住民や企業の実業団が利用するジョギング・散歩コースとなっている。また、このコースを利用してマラソン大会も開催されている。
池の周囲には約2,000本の桜があり、春には「三好桜まつり」や「桜マラソン」などの催しが行われる。
夏には「三好池まつり」が行われ、水中スターマインや水面を走る金魚花火や打ち上げ花火が行われる。
1986年（昭和61年）に除幕された「夢水潤悠久の碑」の近くに、三好池神社やみよし市の姉妹都市であるインディアナ州コロンバスから寄贈されたハナミズキや宝くじ桜が植樹されている。

## アクセス
バス
- 名古屋市営地下鉄鶴舞線の赤池駅下車。名鉄バス「新屋経由豊田市行」に乗り換え、「新屋」停留所下車、徒歩で約10分。
- 名鉄豊田線および三河線の豊田市駅下車。名鉄バス「新屋経由赤池行」または「新屋経由三好行」に乗り換え、「新屋」停留所下車、徒歩で約10分。
- 名鉄豊田線の三好ヶ丘駅からさんさんバスに乗車。いいじゃんライン「みよし市民病院行」に乗車の場合、「三好公園」または「新屋」停留所下車、徒歩で約10分。さつきライン「イオン三好店アイモール行」に乗車の場合、「三好池東」停留所下車、徒歩で約5分。

自動車
- 東名高速道路東名三好ICから車で10分。